# Francisco Antonio Andrés Sancho
Francisco Antonio Andrés Sancho (Ares dels Oms, 13 d'abril de 1913 – 24 de gener de 1985) va ser un ciclista valencià que fou professional entre 1932 i 1947. Els seus principals èxits esportius els aconseguí a la Volta a Espanya, on aconseguí tres etapes i a la Volta a Catalunya, que guanyà el 1941. També fou dues vegades campió d'Espanya.

## Palmarès
- 1939
  -  Campió d'Espanya
  - 1r de la Volta a Aragó
- 1940
  - 1r del Trofeu Masferrer
- 1941
  -  Campió d'Espanya
  -  1r i vencedor d'una etapa a la Volta a Catalunya
  - Vencedor d'una etapa a la Volta a Espanya
- 1942
  - Vencedor d'una etapa a la Volta a Espanya
- 1943
  - 1r de la Volta a Llevant
- 1944
  - 1r del Trofeu Masferrer
- 1946
  - Vencedor d'una etapa a la Volta a Espanya

### Resultats a la Volta a Espanya
- 1935. 18è de la classificació general
- 1941. 5è de la classificació general. Vencedor d'una etapa
- 1942. 3r de la classificació general. Vencedor d'una etapa
- 1945. 19è de la classificació general
- 1946. 7è de la classificació general. Vencedor d'una etapa